# Curchorem
Curchorem är en ort i Indien.   Den ligger i distriktet South Goa och delstaten Goa, i den sydvästra delen av landet, 1 500 km söder om huvudstaden New Delhi. Curchorem ligger 14 meter över havet och antalet invånare är 22 510.
Terrängen runt Curchorem är huvudsakligen platt, men åt sydväst är den kuperad. Runt Curchorem är det ganska tätbefolkat, med 93 invånare per kvadratkilometer. Närmaste större samhälle är Madgaon, 16,2 km väster om Curchorem. I omgivningarna runt Curchorem växer huvudsakligen savannskog.